# Burgpreppach
Burgpreppach ist ein Markt im unterfränkischen Landkreis Haßberge und ein Mitglied der Verwaltungsgemeinschaft Hofheim in Unterfranken. Im Volksmund wird der Ort auch Preppich genannt.

## Geographie

### Geographische Lage
Die Marktgemeinde liegt im Herzen der Haßberge. Wichtigste Flüsse sind die Baunach und der Hainbach.

### Geologie
Die Gemeinde erlangte deutschlandweite Bekanntheit durch den „Burgpreppacher Sandstein“, der unter anderem zum Bau des Reichstagsgebäudes verwendet wurde.

### Gemeindegliederung
Es gibt 16 Gemeindeteile (in Klammern sind der Siedlungstyp und die Einwohnerzahlen angegeben):
- Birkach (Kirchdorf, 55)
- Burgpreppach (Hauptort, 523)
- Eichelhof (Einöde, 4)
- Fitzendorf (Dorf, 96)
- Gemeinfeld (Kirchdorf, 205)
- Hecklesmühle (Einöde, 0)
- Hohnhausen (Dorf, 188)
- Ibind (Dorf, 221)
- Ibindermühle (Einöde)
- Kreuzmühle (Einöde, 2)
- Kuchenmühle (Einöde, 0)
- Leuzendorf i.UFr. (Kirchdorf, 144)
- Rangenmühle (Einöde, 0)
- Schneidmühle (Einöde, 7)
- Steinertsmühle (Einöde, 1)
- Ueschersdorf (Kirchdorf, 94)

### Nachbargemeinden
Nachbargemeinden sind (von Norden beginnend im Uhrzeigersinn): Maroldsweisach, Pfarrweisach, Ebern, Königsberg in Bayern und Hofheim in Unterfranken.

## Geschichte

### Bis zur Gemeindegründung
Schloss und Ort Burgpreppach kamen 1344 in den Besitz der Familie Fuchs von Bimbach. Der Adelsbesitz wurde 1806 durch das Großherzogtum Würzburg mediatisiert. Er fiel mit diesem 1814 an Bayern. Im Zuge der Verwaltungsreformen in Bayern entstand mit dem Gemeindeedikt von 1818 die Gemeinde Burgpreppach.

### Religionen
Rund 700 Einwohner der politischen Gemeinde sind evangelisch. Die evangelische Gemeinde besitzt eine Kirche. Die Mehrheit, etwa 800 Einwohner, sind katholisch. Für sie gibt es in der Gemeinde sechs Kirchen, die der Pfarrgemeinschaft Hofheim untergeordnet sind. Mindestens seit 1681 und bis zur Zeit des Nationalsozialismus lebte in Burgpreppach eine große jüdische Gemeinde. Am Ende des 19. Jahrhunderts waren von 599 Einwohnern des Ortes 190 jüdischen Glaubens, 171 Katholiken und 238 Protestanten. Im Jahr 1925 lebten noch 89 Bürger jüdischen Glaubens in Burgpreppach.

### Eingemeindungen
Im Zuge der Gebietsreform in Bayern wurde am 1. Januar 1972 die Gemeinde Ibind eingegliedert. Am 1. Juli 1972 kamen Gemeinfeld und Leuzendorf in Unterfranken hinzu. Birkach folgte am 1. Juli 1973. Die Eingemeindungen wurden mit der Eingliederung von Fitzendorf, Hohnhausen und Üschersdorf am 1. Mai 1978 abgeschlossen.

### Einwohnerentwicklung
Im Zeitraum 1988 bis 2018 sank die Einwohnerzahl von 1526 auf 1347 um 179 Einwohner bzw. um 11,7 %. 1992 hatte der Markt 1582 Einwohner.

## Politik

### Marktgemeinderat
Bei den Kommunalwahlen am 15. März 2020 erhielt die Gemeinsame Liste Burgpreppach sieben Sitze, die Freie Wählergemeinschaft Gemeinwohl kam auf fünf Sitze.

### Bürgermeister
Erster Bürgermeister war von 2014 bis zu seinem Tod am 3. November 2023 Hermann Niediek (CSU). Er setzte sich am 16. März 2014 gegen Jörg Denninger (Gemeinwohl) durch und wurde am 15. März 2020 mit 59,5 % der Stimmen wieder gewählt. Sein Vorgänger war Karlheinz Denninger (Gemeinwohl).

### Wappen
| Wappen von Burgpreppach | Blasonierung: „Gespalten; vorne über blauem Zinnenschildfuß in Gold ein linksgewendeter, steigender roter Fuchs, hinten über goldenem Wellenschildfuß in Rot ein hinterhalbes silbernes Mühlrad.“ |
| Wappen von Burgpreppach | Wappenbegründung: Die Gemeinde Burgpreppach besteht seit 1978 aus den Gemeinden Birkach, Burgpreppach, Fitzendorf, Gemeinfeld, Hohnhausen, Ibind, Leuzendorf und Üschersdorf. Stellvertretend für die verschiedenen Adelsherrschaften, die im Gemeindegebiet belegt sind, stehen der Fuchs aus dem Wappen der Fuchs von Bimbach und Dornheim sowie die Farben Silber, Rot und Gold aus dem Wappen der Truchsesse von Wetzhausen. Schloss Burgpreppach kam 1344 in den Besitz der Fuchs von Bimbach, sie waren die größten adligen Grundherren im Gemeindegebiet. Der Zinnenschildfuß stellt das den Ort prägende berühmte Schloss dieser Familie dar. Die Truchsesse von Wetzhausen hatten in Teilen des Gemeindegebietes die Vogteirechte inne und verfügten über reichen Grundbesitz. Der Wellenschildfuß stellt den Fluss Preppach dar. Das halbe Mühlrad weist auf die vielen Mühlen entlang dieses Flusses hin. Zinnenschildfuß und Wellenschildfuß stehen zugleich redend für die Ortsnamenbestandteile Burg- und -preppach. Nach Beschluss des Gemeinderats und mit Zustimmung der Regierung von Unterfranken führt die Gemeinde seit 1980 das Wappen mit den Elementen der alten Familienwappen der Fuchs von Bimbach und der Truchsesse von Wetzhausen. |

## Söhne und Töchter des Marktes
- Erhard Schwegler (1661–1719), evangelisch-lutherischer Pfarrer und Lieddichter
- Georg Laurenz Schneider (1766–1855), Komponist und Dirigent
- Leopold Stein (1810–1882), Rabbiner und Schriftsteller
- Friedrich Hiller (1861–1947), evangelisch-lutherischer Pfarrer und Schriftsteller

## Kultur und Sehenswürdigkeiten

### Bauwerke

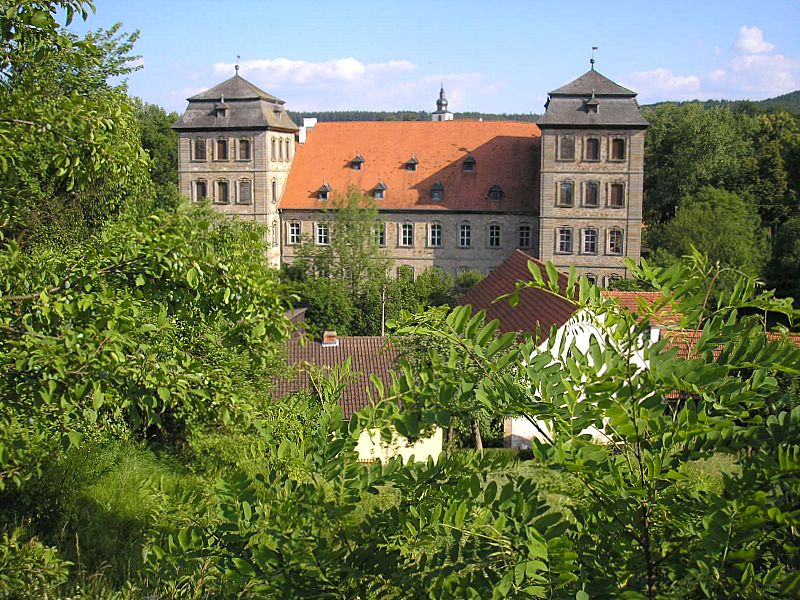
Schloss Burgpreppach von Westen

- Mitten in Burgpreppach steht das barocke Schloss Burgpreppach, das 1716 bis 1730 nach Plänen von Joseph Greissing entstand.
- Schloss Leuzendorf
- Altort des Gemeindeteils Ibind
- Kirchen und der jüdische Friedhof

### Regelmäßige Veranstaltungen
- Fränkische Orgelkonzerte (Oktober)
- Ibinder Tauben- und Kleintiermarkt
- Kirchweih („Kerwa“)

## Tourismus
Die Gemeinde ist für ihre vielen Wanderwege bekannt und besitzt eine relativ große Attraktivität für Touristen.

## Verkehr
Burgpreppach liegt in unmittelbarer Nachbarschaft zur Bundesstraße 303.